# John Shakespeare
John Shakespeare (ca. 1531 – 7 september 1601) was de vader van William Shakespeare. 
Hij was de zoon van Richard Shakespeare van het Warwickshire-dorp Snitterfield, een boer. Hij verhuisde naar Stratford-upon-Avon en trouwde met Mary Arden, met wie hij acht kinderen kreeg, waarvan er vijf volwassen werden. John Shakespeare was als welgesteld handschoenmaker en leerarbeider een handelaar in huiden en wol, en verwierf verscheidene gemeentelijke ambten. Zo werd hij verkozen tot wethouder ('alderman') en 'bailiff', de hoofdmagistraat van de gemeenteraad. In 1568 werd hij zelfs burgemeester van Stratford, maar raakte nadien om onbekende redenen aan lager wal. Zijn zoon William Shakespeare zorgde ervoor dat hem vijf jaar voor zijn dood een eigen wapenschild werd toegekend.
- Gemeinsame Normdatei: 11948322X
- International Standard Name Identifier: 0000 0003 8232 2718
- Library of Congress Control Number: no2008181951
- Nationale Bibliotheek van Israël: 987007369094405171
- SNAC: w67d2xx5
- Virtual International Authority File: 265362578
- WorldCat: E39PBJpdT7fVbXjP3DkTWrtBT3